# Calodia inaequalis
Calodia inaequalis är en insektsart som beskrevs av Nielson 1982. Calodia inaequalis ingår i släktet Calodia och familjen dvärgstritar. Inga underarter finns listade i Catalogue of Life.